# Alice Woodroffe
Alice Woodroffe (* 1904; † im 20. Jahrhundert, verheiratete Mrs. R. J. Teague) war eine englische Badmintonspielerin. 

## Karriere
Alice Woodroffe gewann 1932 zwei Titel bei den Welsh International. 1933 siegte sie bei den All England und den Scottish Open. 1935 gewann sie als Mrs. R. J. Teague die Irish Open im Dameneinzel.

## Erfolge
| Saison | Veranstaltung             | Disziplin   | Platz | Name                          |
| ------ | ------------------------- | ----------- | ----- | ----------------------------- |
| 1932   | Welsh International       | Damendoppel | 1     | L. W. Myers / Alice Woodroffe |
| 1932   | Welsh International       | Dameneinzel | 1     | Alice Woodroffe               |
| 1933   | Welsh International       | Dameneinzel | 1     | Alice Woodroffe               |
| 1933   | Scottish Open             | Dameneinzel | 1     | Alice Woodroffe               |
| 1933   | All England               | Dameneinzel | 1     | Alice Woodroffe               |
| 1935   | Irish Open                | Dameneinzel | 1     | R. J. Teague                  |
| 1935   | West Sussex Championships | Dameneinzel | 1     | Alice Teague                  |